# Husoron
Husoron, nekadašnji ogranak i pueblo Varohío Indijanaca, porodica Taracahitian, za koje se pretpostavlja du su živjeli u dolini rijeke Chinipas na zapadu meksičke države Chihuahua. Spominje ih 1864. Manuel Orozco y Berra u Geog., 58.